# سورة النحل

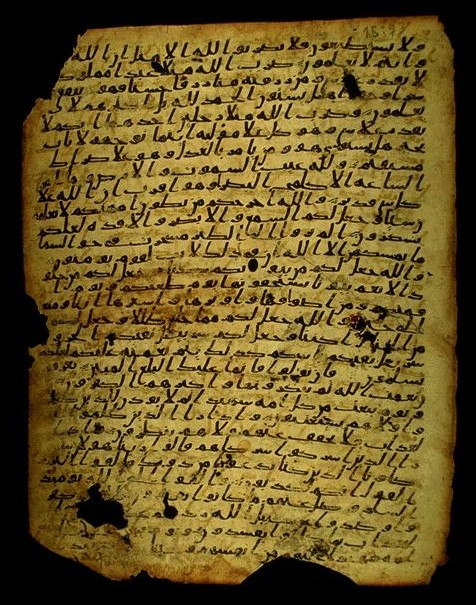
إحدى صفحات مخطوطة لآيات سورة النحل كتبت ب في القرن الأول الهجري.

سُورَةُ النَّحۡلِ سورة مكية ما عدا الآيات 126: 128 فمدنية، وهي من المئين، آياتها 128، وترتيبها في المصحف 16، في الجزء الرابع عشر، نزلت بعد سورة الكهف، بدأت بفعل ماض ﴿أَتَى أَمْرُ اللَّهِ فَلَا تَسْتَعْجِلُوهُ سُبْحَانَهُ وَتَعَالَى عَمَّا يُشْرِكُونَ ۝١﴾ [النحل:1]. السورة بها سجدة في الآية رقم 50.

## التسمية
سميت بهذا الاسم وهو الاسم المشهور عند السلف، وفي المصاحف وكتب التفسير وكتب السنة، لورود اسم النحل حيث لم يذكر في سورة أخرى، نسبة إلى الآيات 68 و69 التي تحدثت عن النحل والعسل الذي فيه شفاء للناس: ﴿وَأَوْحَى رَبُّكَ إِلَى النَّحْلِ أَنِ اتَّخِذِي مِنَ الْجِبَالِ بُيُوتًا وَمِنَ الشَّجَرِ وَمِمَّا يَعْرِشُونَ ۝٦٨ ثُمَّ كُلِي مِنْ كُلِّ الثَّمَرَاتِ فَاسْلُكِي سُبُلَ رَبِّكِ ذُلُلًا يَخْرُجُ مِنْ بُطُونِهَا شَرَابٌ مُخْتَلِفٌ أَلْوَانُهُ فِيهِ شِفَاءٌ لِلنَّاسِ إِنَّ فِي ذَلِكَ لَآيَةً لِقَوْمٍ يَتَفَكَّرُونَ ۝٦٩﴾ [النحل:68–69].
وعن قتادة: أنها تسمى سورة النعم.
قال ابن عطية: لما عدد الله فيها من النعم على عباده.

## موضوع السورة
محور السورة وهدفها يدور حول نعم الله التي لا تعد ولا تحصى. وقد قسمت النعم إلى ظاهرة وباطنة، والقصد بالنعم الظاهرة هي النعم التي يراها الإنسان ويحس بها، كالحيوان والنبات والماء والنجوم والشمس والقمر والنعم غير الظاهرة أو الباطنة كالقوانين الفيزيائية في الكون أو المخلوقات التي لا نراها أو المخلوقات التي تساهم في تسيير هذا الكون وكذلك نعمة الوحي والتي تبث الروح في القلوب وتحييها. ويحذر الله في هذه السورة من سوء استغلال هذه النعم في المعاصي، وأن على الإنسان الشكر والحمد لله على هذه النعم التي لا تعد ولا تحصى.
هذه السورة هادئة الإيقاع، عادية الجرس، ولكنها مليئة حافلة. موضوعاتها كثيرة متنوعة، والإطار التي تعرض فيه واسع شامل، والأوتار التي توقع عليها متعددة مؤثرة، والظلال التي تلونها عميقة الخطوط.
وهي كسائر السور المكية تعالج موضوعات العقيدة الكبرى: الألوهية والوحي والبعث. ولكنها تلم بموضوعات جانبية أخرى تتعلق بتلك الموضعات الرئيسية.تلم بحقيقة الوحدانية الكبرى التي تصل دين النبي إبراهيم - – ودين الرسول محمد – وتلم بحقيقة الإرادة الإلهية والإرادة البشرية فيما يختص بالإيمان والكفر والهدى والظلال. وتلم بوظيفة الرسل، وسنة الله في المكذبين لهم. وتلم بموضوع التحليل والتحريم وأوهام الوثنية حول هذا الموضوع وتلم بالهجرة في سبيل الله، وفتنة المسلمين في دينهم، والكفر بعد الإيمان وجزاء هذا كله عند الله. ثم تضيف إلى موضوعات العقيدة موضوعات المعاملة: العدل والإحسان والإنفاق والوفاء بالعهد، وغيرها من موضوعات السلوك القائم على العقيدة وهذا هي مليئة حافلة من الموضوعات التي تعالجها.
فأما الإطار الذي تعرض فيه هذه الموضوعات، والمجال الذي تجري فيه الأحداث فهو فسيح شامل هو السماوات والأرض. والماء الهاطل والشجر النامي. والليل والنهار والشمس والقمر والنجوم والبحار والجبال والمعالم والسبل والأنهار. وهو الدنيا بأحداثها ومصائرها، والأخرى بأقدارها ومشاهدها. وهو الغيب بألوانه وأعماقه في الأنفس والآفاق.
في هذا المجال الفسيح يبدو سياق السورة وكأنه حملة ضخمة للتوجيه والتأثير واستجاشة العقل والضمير حملة هادئة الإيقاع، ولكنها متعددة الأوتار. ليست في جلجلة الأنعام والرعد، ولكنها في هدوئها تخاطب كل حاسة وكل جارحة في الكيان البشري، وتتجه إلى العقل الواعي كما تتجه إلى الوجدان الحساس. إنها نخاطب العين لترى، والأذن لتسمع، واللمس ليستشعر، والوجدان ليتدبر. وتحشد الكون: سماءه وأرضه، وشمسه وقمره، وليله ونهاره، وجباله وبحاره وفجاجه وانهاره وظلاله وأكنانه نبته وثماره، وحيوانه وطيوره. كما تحشد دنياه وآخرته، وأسراره وغيوبه. كلها أدوات توقع بها على أوتار الحواس والجوارح والعقول والقلوب، مختلف الإيقاعات التي لا يصمد لها فل بتأثر بها إلا العقل المغلق والقلب الميت، والحس المطموس.
هذه الإيقاعات تتناول التوجيه إلى آيات الله في الكون، وآلائه على الناس كما تتناول مشاهد يوم القيامة، وصور الاحتضار ومصارع الغابرين، تصاحبها اللمسات الوجدانية التي تتدسس إلى أسرار الأنفس، وإلي أحوال البشر وهم أجنة في البطون، وهم في الشباب والهرم والشيخوخة، وهم في حالات الضعف والقوة وهم في أحوال النعمة والنقمة. كذلك يتخد الأمثال والمشاهد والحوار والقصص وأدوات العرض والإيضاح.
فأما الظلال العميقة التي تلون جو السورة كله فهي الآيات الكونية تتجلى فيها عظمة الخلق، وعظمة النعمة، وعظمة العلم والتدبير..كلها متداخلة..فهذا الخلق العظيم المدبر عن علم وتقدير، ملحوظ فيه أن يكون نعمة على البشر، لا تلبي ضروراتهم وحدها، ولكن تلبي أشواقهم كذلك، فتسد الضرورة وتتخد للزينة، وترتاح بها أبدانهم وتستروح لها نفوسهم، لعلهم يشكرون.
ومن ثم تتراءى في السورة ظلال النعمة وظلال الشكر، والتوجيهات إليها والتعقيب بها في مقاطع السورة، وتضرب عليها الأمثال، وتعرض لها النماذج، نموذج إبراهيم، ﴿شَاكِرًا لِأَنْعُمِهِ اجْتَبَاهُ وَهَدَاهُ إِلَى صِرَاطٍ مُسْتَقِيمٍ ۝١٢١﴾ [النحل:121]. كل أولئك في تناسق ملحوظ بين الصوروالظلال والعبارات والإياعات، والقضايا والموضوعات.

## سبب التسمية والنزول
من كتاب أسباب النزول
نزلت اية بسورة النحل بان فيه فوائد للناس
قوله تعالى: ﴿أَتَى أَمْرُ اللَّهِ فَلَا تَسْتَعْجِلُوهُ سُبْحَانَهُ وَتَعَالَى عَمَّا يُشْرِكُونَ ۝١﴾ [النحل:1]
557 - قال ابن عباس: «لما أنزل الله تعالى: ﴿اقْتَرَبَتِ السَّاعَةُ وَانْشَقَّ الْقَمَرُ ۝١﴾سورة القمر قال الكفار بعضهم لبعض: إن هذا يزعم أن القيامة قد قربت، فأمسكوا عن بعض ما كنتم تعملون حتى ننظر ما هو كائن، فلما رأوا أنه لا ينزل شيء، قالوا: ما نرى شيئا، فأنزل الله تعالى: ﴿اقْتَرَبَ لِلنَّاسِ حِسَابُهُمْ وَهُمْ فِي غَفْلَةٍ مُعْرِضُونَ ۝١﴾ [الأنبياء:1] فأشفقوا وانتظروا قرب الساعة، فلما امتدت الأيام قالوا: يا محمد، ما نرى شيئا مما تخوفنا به، فأنزل الله تعالى: ﴿أتى أمر الله﴾ فوثب النبي ﷺ ورفع الناس رءوسهم، فنزل: ﴿فلا تستعجلوه﴾ فاطمأنوا، فلما نزلت هذه الآية قال رسول الله ﷺ: بعثت أنا والساعة كهاتين، وأشار بأصبعه إن كادت لتسبقني».
558 - وقال الآخرون: الأمر هاهنا العذاب بالسيف، وهذا جواب للنضر بن الحارث حين قال: ﴿وَإِذْ قَالُوا اللَّهُمَّ إِنْ كَانَ هَذَا هُوَ الْحَقَّ مِنْ عِنْدِكَ فَأَمْطِرْ عَلَيْنَا حِجَارَةً مِنَ السَّمَاءِ أَوِ ائْتِنَا بِعَذَابٍ أَلِيمٍ ۝٣٢﴾ سورة الأنفال يستعجل العذاب، فأنزل الله تعالى هذه الآية ﴿أَتَى أَمْرُ اللَّهِ فَلَا تَسْتَعْجِلُوهُ سُبْحَانَهُ وَتَعَالَى عَمَّا يُشْرِكُونَ ۝١﴾ [النحل:1].
غير قوله تعالى ﴿وَإِنْ عَاقَبْتُمْ فَعَاقِبُوا بِمِثْلِ مَا عُوقِبْتُمْ بِهِ وَلَئِنْ صَبَرْتُمْ لَهُوَ خَيْرٌ لِلصَّابِرِينَ ۝١٢٦﴾ [النحل:126] نزلت بالمدينة في شأن التمثيل بحمزة وقتلى أحد.

## وصلات خارجية
- سورة النحل: تجويد-تفسير - موقع Altafsir.com